# Conirostrum sitticolor
Conirostrum sitticolor là một loài chim trong họ Thraupidae.